# Parafia Przemienienia Pańskiego w Ropczycach
Parafia Przemienienia Pańskiego w Ropczycach – parafia znajdująca się w diecezji rzeszowskiej w dekanacie ropczyckim. 
Parafia erygowana w 1364. Mieści się przy ulicy Słowackiego. Kościół parafialny murowany, zbudowany XIV w. konsekrowany 28 czerwca 1892 roku. Kościół filialny pw. Imienia Maryi wybudowany w miejsce drewnianego w latach 1721–1738, jako wotum dziękczynne za zwycięstwo nad Turkami pod Wiedniem w 1683. Od czerwca 2023 proboszczem parafii jest ks. Ryszard Polański.